# Jean-François Caudron
Jean-François „J. F.“ Caudron (* 18. Januar 1978 in Saint-Hubert, Québec) ist ein professioneller kanadischer Eishockeyspieler, der seit Sommer 2011 bei den Diables Rouges de Briançon in der französischen Ligue Magnus unter Vertrag steht.

## Karriere
Der 1,85 m große Flügelstürmer spielte während seiner Collegezeit vier Jahre lang für das Team der University of Vermont im Spielbetrieb der National Collegiate Athletic Association und wechselte anschließend zu den Atlantic City Boardwalk Bullies in die Minor League East Coast Hockey League. Während der Saison 2002/03 kam der Linksschütze auch einmal für den Kooperationspartner Bridgeport Sound Tigers in der American Hockey League zum Einsatz, wechselte dann aber 2003 in die drittklassige deutsche Oberliga zum REV Bremerhaven. Mit den Bremerhavenern stieg der Kanadier noch im selben Jahr in die 2. Bundesliga auf, ging dann aber zurück in die dritte Liga zu den Heilbronner Falken. Als Oberligameister 2008 schaffte Caudron mit den Falken seinen zweiten Aufstieg in die 2. Bundesliga.
Jean-François Caudron ist bislang der einzige Spieler, der bei den Falken in den Jahren 2006 und 2007 zweimal in Folge zum „Spieler des Jahres“ gewählt wurde. Zudem erhielt der Torjäger bisher sechs Mal die vereinsinterne Auszeichnung „Spieler des Monats“. Nachdem sein Vertrag zum Saisonende 2008/09 bei den Heilbronner Falken nicht verlängert worden war, unterzeichnete Caudron im November 2009 bei den Stockton Thunder aus der ECHL. In derselben Saison absolvierte er außerdem drei Partien für die Caron & Guay de Trois-Rivières in der Ligue Nord-Américaine de Hockey. Im Sommer 2010 wechselte er zum SHC Fassa aus der italienischen Serie A1. Zur Spielzeit 2011/12 heuerte der Kanadier beim französischen Erstligisten Diables Rouges de Briançon an.

## Erfolge und Auszeichnungen
- 2003 Kelly-Cup-Gewinn mit den Atlantic City Boardwalk Bullies
- 2012 Coupe de la Ligue mit den Diables Rouges de Briançon

## Karrierestatistik
(Legende zur Spielerstatistik: Sp oder GP = absolvierte Spiele; T oder G = erzielte Tore; V oder A = erzielte Assists; Pkt oder Pts = erzielte Scorerpunkte; SM oder PIM = erhaltene Strafminuten; +/− = Plus/Minus-Bilanz; PP = erzielte Überzahltore; SH = erzielte Unterzahltore; GW = erzielte Siegtore; 1 Play-downs/Relegation; Kursiv: Statistik nicht vollständig)